# آنسپلش
آنسپلش (به انگلیسی: Unsplash) یک وبگاه برای به اشتراک گذاری عکس‌های بدون حق تکثیر است. این وب سایت ادعا می‌کند بیش از ۷۰۰۰۰ عکاس دارد و کتابخانهٔ عکس آن‌ها بیش از ۵۰۹٬۰۰۰ عکس دارد. آنسپلش به عنوان یکی از وب سایت‌های برتر عکاسی در جهان توسط فوربز و سی‌نت شناخته شده‌است.

## کتاب
در سال ۲۰۱۶ آنسپلش کتابی به همین نام منتشر نمود «نخستین کتاب جامع جمع‌سپاری‌شده».